# Bulkemsbroek
Bulkemsbroek (Simpelvelds Limburgs: D'r Bulkemsbróch) is een Nederlandse buurtschap in de gemeente Simpelveld in Zuid-Limburg. De buurtschap ligt in het Eyserbeekdal en door de plaats stroomt de Eyserbeek. Oude namen voor de buurtschap zijn onder andere Bulluchem en Bullinkeym. De oude vormen slaan op Bulkem. De naam betekent broek ‘moerassig land’ behorende tot de plaats Bulkem. Dit was de woonplaats van de lieden van de persoon Bullo’. In het gehucht wonen ongeveer 30 mensen.

## Bezienswaardigheden
Aan de molenbeek (Meulebaek), een aftakking van de Eyserbeek (Eyserbeek) ligt de Bulkemsmolen. Dit is een voormalige watermolen en korenmolen uit 1850. 

In de buurt bevindt zich ook een waterzuiveringsinstallatie.

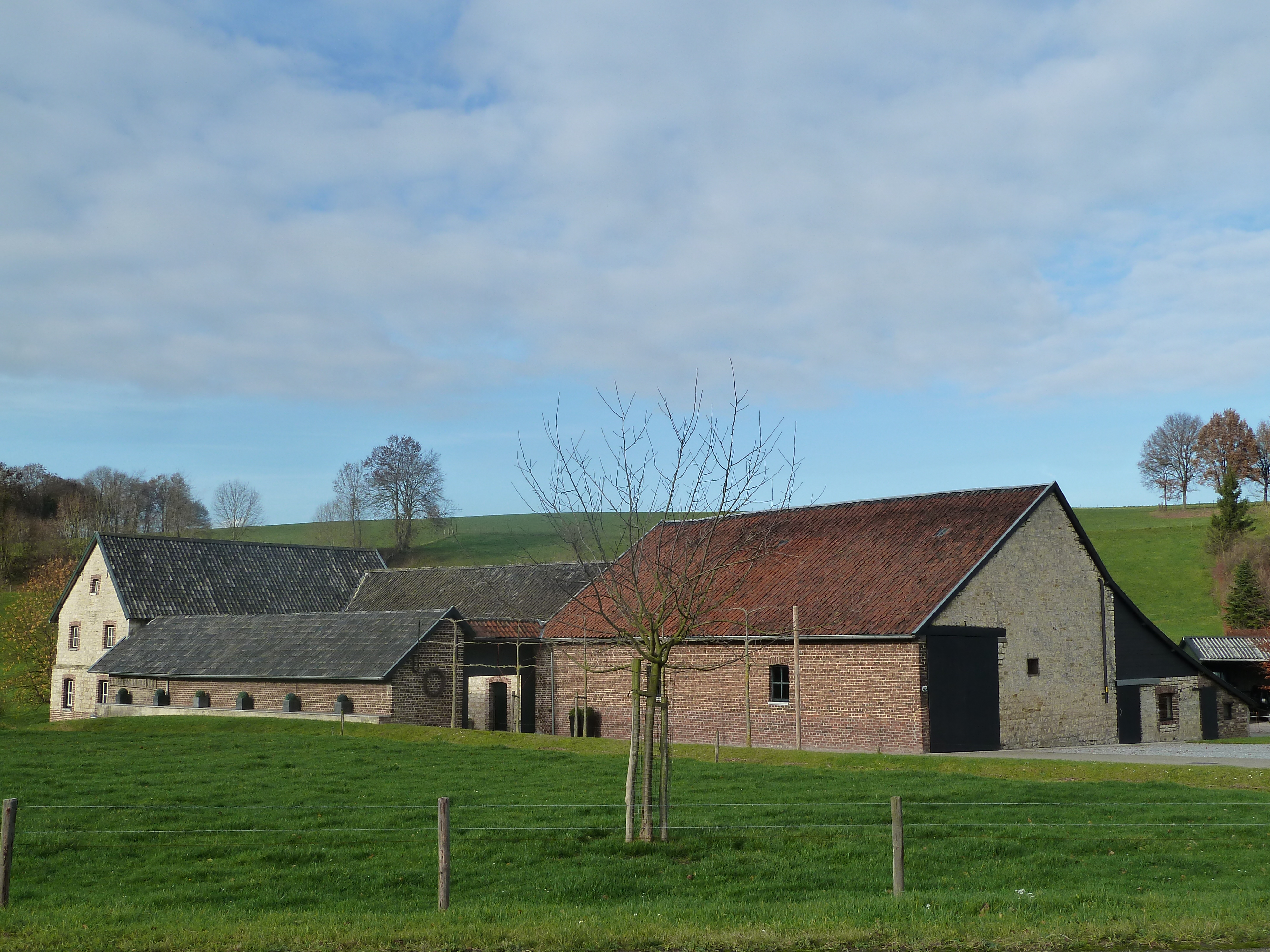
Bulkemsmolen
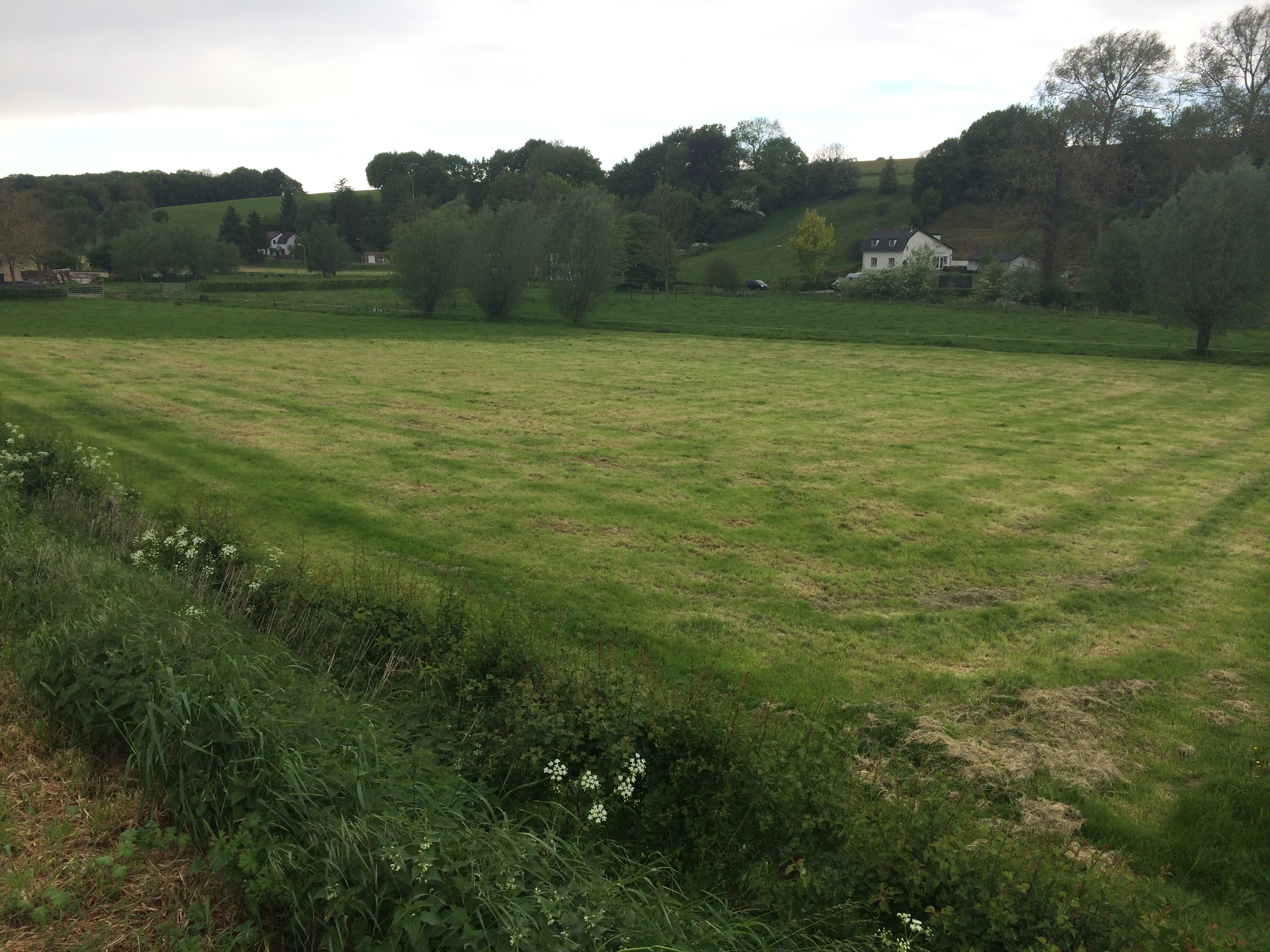
Uitzicht op Bulkemsbroek
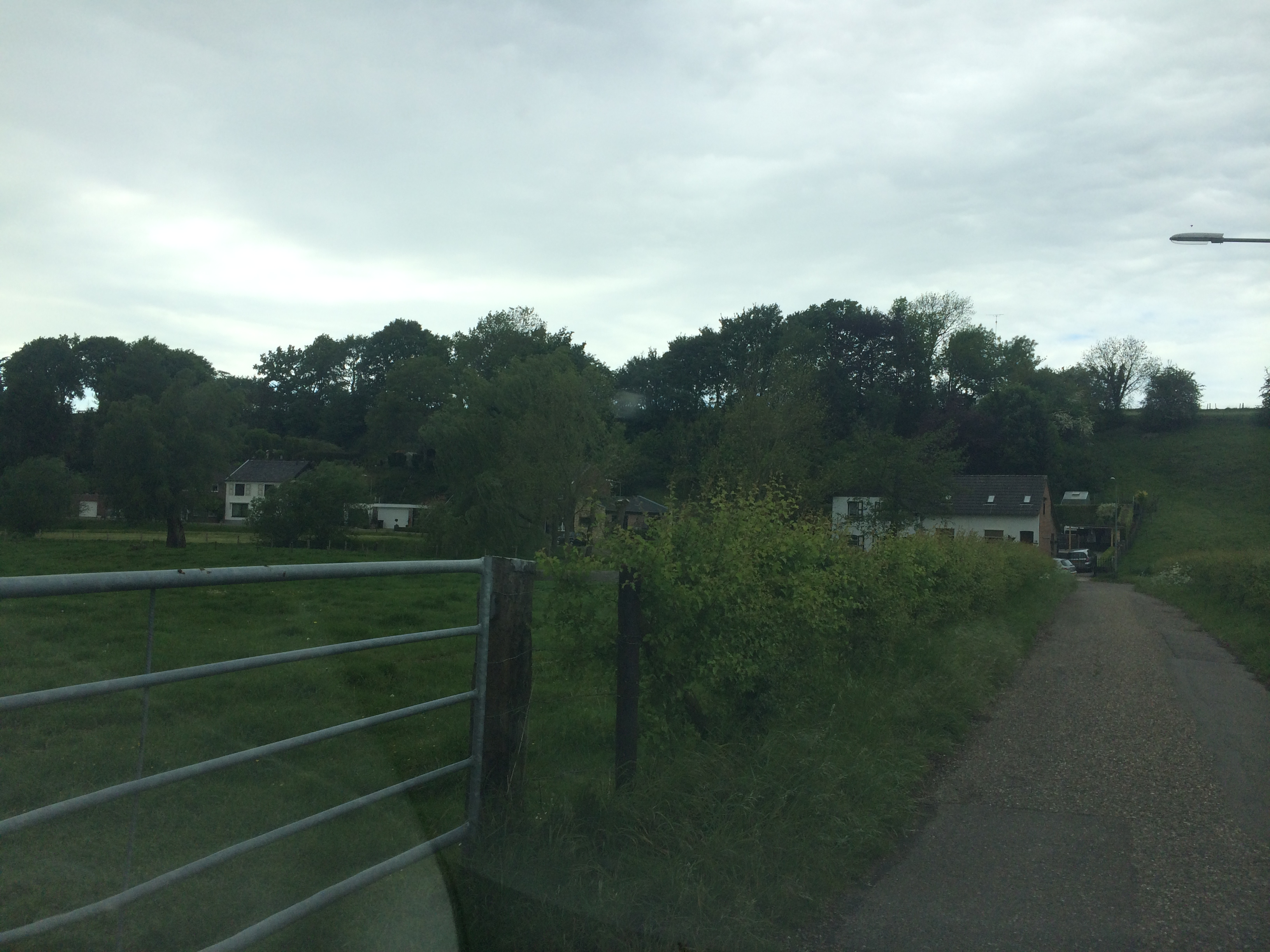
Bulkemsbroek

Dorpen: Bocholtz · Simpelveld

Gehuchten en buurtschappen: Baaks/Sweijer · Baneheide · Bocholtzerheide · Bosschenhuizen · Broek · Bulkemsbroek · Huls · In de Gaas · Molsberg · Prickart · Rodeput · Vlengendaal · Waalbroek · Zandberg

Limburg: Steden en dorpen      Nederland: Provincies · Gemeenten